# Siemens & Halske Sh 11
Der Siemens & Halske Sh 11 ist ein deutscher Flugmotor der 1920er Jahre. Seine Verwendung erfolgte hauptsächlich in den Schul- und Sportflugzeugen jener Zeit.

## Entwicklung
Der als Siebenzylindermotor ausgelegte Sh 11 wurde 1925 von Siemens & Halske in Berlin-Siemensstadt zusammen mit den fünf- bzw. neunzylindrigen Ausführungen Sh 10 und Sh 12 entwickelt.
Bei dieser Motorenreihe verwendete die Firma zur Verbesserung der Kühleigenschaften erstmals Zylinder mit aufgesetzten Köpfen aus Leichtmetall. Nach den werkseigenen Versuchsläufen gingen die Triebwerke im Herbst 1926 zur DVL nach Berlin-Adlershof und absolvierten dort die Typenprüfung, die unter anderem 150-Stunden-Läufe unter Volllast beinhaltete. Nach erfolgreicher Beendigung der Tests wurde dem Sh 11 die Musterzulassung erteilt und das Triebwerk in die Serienproduktion überführt. Diese lief bis 1927 und umfasste 220 Stück.
1927 wurden einige Sh 11 mit auf 105 mm vergrößerte Zylinderbohrung unter der Bezeichnung Sh 11a getestet, woraus ein Jahr später die Grundversion des erfolgreichen Sh 14 entwickelt wurde.

## Aufbau
Der Sh 11 ist ein luftgekühlter Siebenzylinder-Viertakt-Sternmotor. Auf die mit Kühlrippen versehenen Zylinder aus Stahl sind tief über die Laufbuchse heruntergezogene verrippte Zylinderköpfe aus Leichtmetallguss aufgesetzt. Der Verbrennungsraum ist halbkugelförmig ausgeführt.

## Nutzung

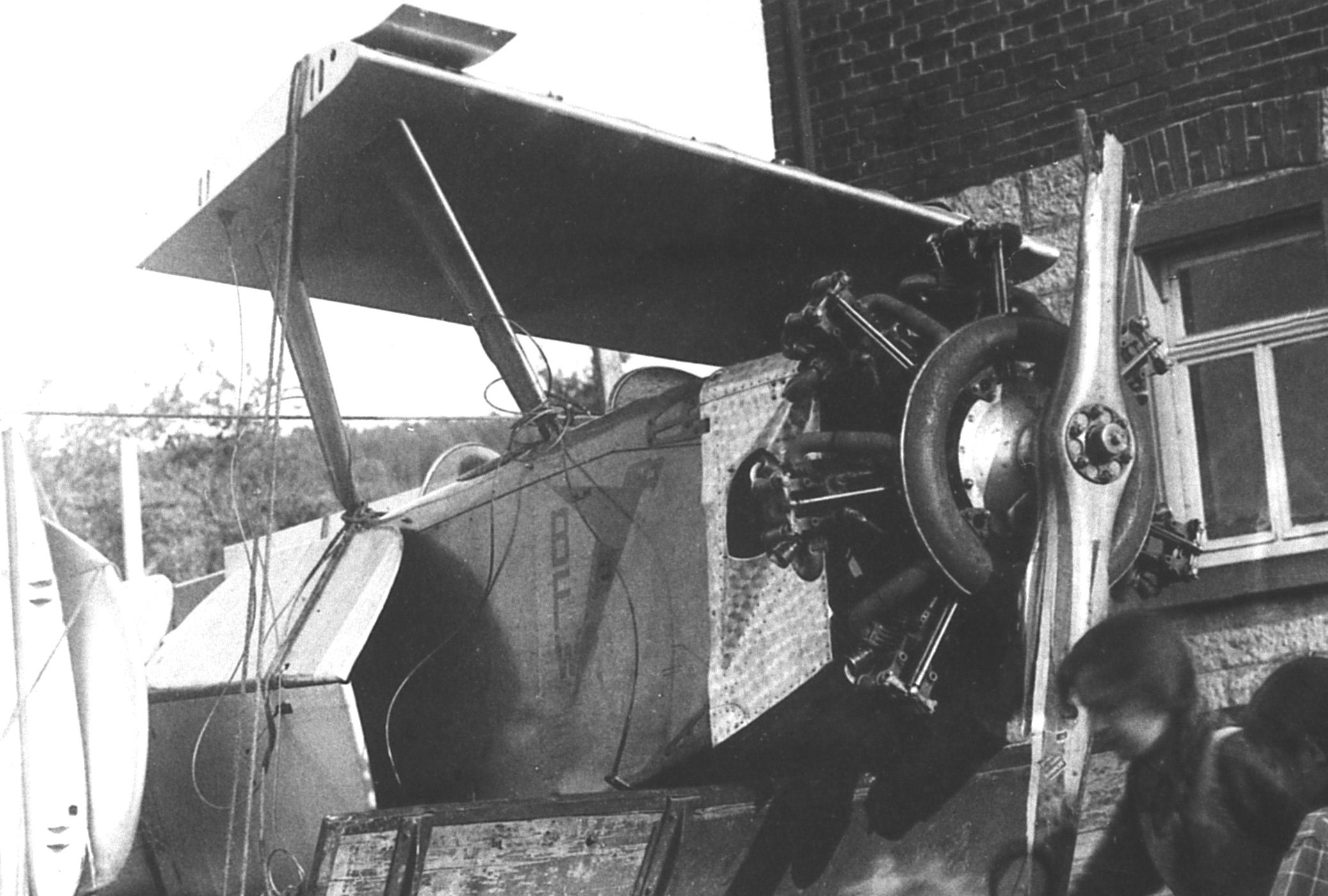
Udet (BFW) U 12a mit Siemens & Halske Sh 11, 1929

- Albatros L 68
- Arado S III
- BFW-3
- Dietrich DS I
- Dietrich DP II
- Dietrich DP IX
- Dornier Do A
- Focke-Wulf S 2
- Focke-Wulf A 16
- Focke-Wulf GL 18
- Grulich S 1
- Heinkel HD 32
- LFG V 40
- LFG V 58
- Messerschmitt M18
- Messerschmitt M21
- Raab-Katzenstein Kl 1
- Raab-Katzenstein RK 2
- Udet U 10
- Udet U 12

## Technische Daten
| Kenngröße                               | Daten                      |
| --------------------------------------- | -------------------------- |
| Länge                                   | 814 mm                     |
| Breite                                  | 1028 mm                    |
| Höhe                                    | 1028 mm                    |
| Bohrung                                 | 100 mm                     |
| Hub                                     | 120 mm                     |
| Gesamthubraum                           | 6,6 l                      |
| Verdichtung                             | 5,6                        |
| Startleistung                           | 96 PS (71 kW) bei 1750/min |
| Nennleistung am Boden                   | 86 PS (63 kW) bei 1575/min |
| Dauerleistung am Boden                  | 84 PS (62 kW) bei 1500/min |
| Trockengewicht                          | 148 kg                     |
| Leistungsgewicht                        | 1,54 kg/PS                 |
| Hubraumleistung                         | 14,55 PS/l                 |
| Kraftstoffverbrauch bei Dauerleistung   | 230 PS/h                   |
| Schmierstoffverbrauch bei Dauerleistung | 12 g/PSh                   |